# Squatina formosa
Squatina formosa é um tubarão-anjo (família Squatinidae). É uma das quatro espécies de Squatina encontradas nas águas ao redor de Taiwan e Japão. Trata-se de um peixe demersal, semelhante a uma raia, que atinge entre 1 e 2 m de comprimento.

## Taxonomia
O gênero Squatina é o único gênero da família monotípica Squatinidae. Squatina formosa foi descrita em 1972 e recebeu seu nome em referência ao nome histórico de Taiwan, "Formosa".

## Descrição
Indivíduos de Squatina formosa são semelhantes a raias. Por serem tubarões demersais, passam a maior parte do tempo descansando sobre o sedimento, com olhos e espiráculos posicionados dorsalmente. A superfície dorsal é coberta por dentículos dérmicos um tanto ásperos. A cabeça tem formato arredondado, correspondendo a cerca de 20% do comprimento total do corpo. A parte mais larga da cabeça está logo antes das aberturas branquiais. A espécie apresenta tubérculos entre a boca e os olhos. Seus dentes são pequenos, em forma de cone, sem serrilhas, organizados em três fileiras. Possuem barbatanas peitorais grandes e largas, barbatanas dorsais sem espinhos, ausência de barbatana anal e uma barbatana caudal hipocercal (com o lobo inferior maior e mais pronunciado que o superior). Ambas as barbatanas dorsais são lobadas e têm aproximadamente o mesmo tamanho. Um espécime de S. formosa adulto pode atingir até 2 m de comprimento. O crescimento é geralmente lento, e a maturidade ocorre tarde na vida. A reprodução é ovovivípara.
Assim como outros tubarões bentônicos, possui coloração escura, marrom com muitas manchas pretas e brancas na face dorsal. O abdômen é mais claro, branco pálido, com manchas pretas.

## Distribuição e habitat
Squatina formosa é uma espécie endêmica das águas da plataforma continental ao largo de Taiwan, entre as latitudes 20° N e 24° N. Ocorrem em profundidades de 100 a 300 m, às vezes em águas mais rasas. A espécie é um predador de emboscada, enterrando-se no sedimento para esperar que a presa se aproxime.

## Conservação
Squatina formosa é classificada como Ameaçado pela IUCN, com base em declínios populacionais suspeitos de 50 a 80% em sua limitada área de distribuição. Embora não seja alvo de pescarias, é frequentemente capturado acidentalmente em pescas de arrasto de fundo e geralmente retido. Toda a sua área de distribuição coincide com a extensão das principais pescarias de Taiwan (incluindo linhas longas e redes de emalhar). Como a espécie tem maturação lenta e produz poucos filhotes, acredita-se que seja fortemente impactada por essa exploração constante. Não há medidas de conservação ativas em vigor atualmente.